# Gabriel Nadeau
Ne pas confondre avec le syndicaliste étudiant, essayiste et chroniqueur Gabriel Nadeau-Dubois.
Gabriel Nadeau, né le 21 mars 1900 et mort le 1er février 1979, est un médecin, historien et écrivain québécois.

## Biographie
Gabriel Nadeau est né à Saint-Césaire (Québec) le 21 mars 1900. Après des études secondaires au séminaire de Saint-Hyacinthe, il fait des études en sciences sociales et en médecine à l'Université de Montréal, devient interne à l'Hôtel-Dieu de Montréal et est diplômé en 1928. Menacé de tuberculose, il part, cette même année, travailler à un projet pilote au sanatorium de Rutland (Massachusetts). Il y fera toute sa carrière et consacrera ses nombreux loisirs à des recherches historiques et littéraires. Il épouse Helen McCarty en 1942.

## Recherches et publications
Dès 1932, il commence à publier dans le journal Vaillant Travailleur de Worcester (Massachuestts) puis dans une vingtaine de journaux et revues : Le Naturaliste Canadien, La Revue Trimestrielle canadienne, le Bulletin de la Société historique franco-américaine, L'Œil, L'Écrin, Le Canada français, la Revue de l'Université Laval, Le Canado-Américain, Les Mémoires de la Société généalogique, The Bulletin of the History of Médecine, The Hospital, et Union Médicale du Canada.
Ces articles portent sur des sujets médico-historiques : « M. de Callières était-il tuberculeux? » (1938) ; « D'Abisag, la Sunamite à Marie Chambly » (1940); « Le Dr de Bonald et sa machine à diagnostiquer la tuberculose » (1940); « The Story of Norman Bethune » (1940); « Indian Scalping : Technique in Different Tribes » (1941); « La bufothérapie ou Mme d'You-ville et ses crapauds » (1944); « Le plus illustre de nos poitrinaires, sir Wilfrid Laurier » (1944); « L'Apport germanique dans la formation du Canada français » (1945); « L'eau de la reine de Hongrie » (1948); « Le grand électuaire et l'orviétan en Nouvelle-France » (1948).
Vers la fin des années 1930, ou au début de la décennie suivante, il rencontre Louis Dantin, écrivain et critique québécois qui vit exilé à Boston depuis 1903. Il devient son ami et l'accompagnera jusqu'à ses derniers moments. Il en recueille tous les papiers et lui consacre une importante biographie : Louis Dantin et son œuvre. Celle-ci paraîtra d'abord par tranches dans Vaillant Travailleur de Worcester entre 1945 et 1947, puis sous forme de livre en 1948. Dans les années 1960, il crée Les Cahiers Louis Dantin, qui connaissent sept parutions.
En 1954, il publie La Fille du Roy, « conte drolatique » dans la veine de François Rabelais.

## Fonds Gabriel-Nadeau
Au cours de ses recherches, Nadeau a accumulé un important fonds comptant 3 500 dossiers contenant 175 000 pièces, près de 5 000 volumes et 15 boîtes de microfilms, totalisant 199 boîtes de carton (87,5 m). Après avoir d'abord envisagé de léguer ce fonds à Harvard, il le lègue finalement à la Bibliothèque et Archives nationales du Québec en 1974.
Les dossiers portent sur les Franco-Américains, la médecine, Louis Riel et une vaste correspondance. Une importante section (47 boîtes) contient les dossiers que lui a légués Louis Dantin.

### Ouvrages publiés
- Louis Dantin. Sa vie et son œuvre, Éditions Lafayette, Manchester (New Hampshire), 1948
- La Fille du Roy, Éditions du bien public, 1954
- Dantin, Louis. Poèmes d'outre-tombe. Préface de Gabriel Nadeau. Trois-Rivières, Éditions du Bien public, 1962. 164 pages
- Dantin et l'Universal Bureau : Dantin parmi les nègres, Les Cahiers Louis Dantin. Cahier hors série. Éditions du Bien public, 1968, 109 pages

### Sources
- Jean-Paul Brousseau, « La collection Nadeau, une mine sur Dantin », Bulletin de la bibliothèque nationale du Québec, no spécial, février 1976 (en ligne)
- Jean-Jacques Lefebvre, « Le docteur Gabriel Nadeau », Bulletin de la bibliothèque nationale du Québec, no spécial, février 1976 (en ligne)
- Pierre Hébert, Vie(s) d'Eugène Seers / Louis Dantin : Une biochronique littéraire, Québec, Presses de l'Université Laval, 2021 (ISBN 978-2-763749952)